# James Andrews
James Andrews (1801–1876) fue un artista botánico inglés,  conocido por sus bellas ilustraciones. También enseñó pintura de flores a jóvenes damas.  Creó las ilustraciones para la famosa escritora naturalista Sarah Bowdich Lee en su texto de 1854 Trees, Plants, and Flowers: Therir Beauties, Uses, and Influences.

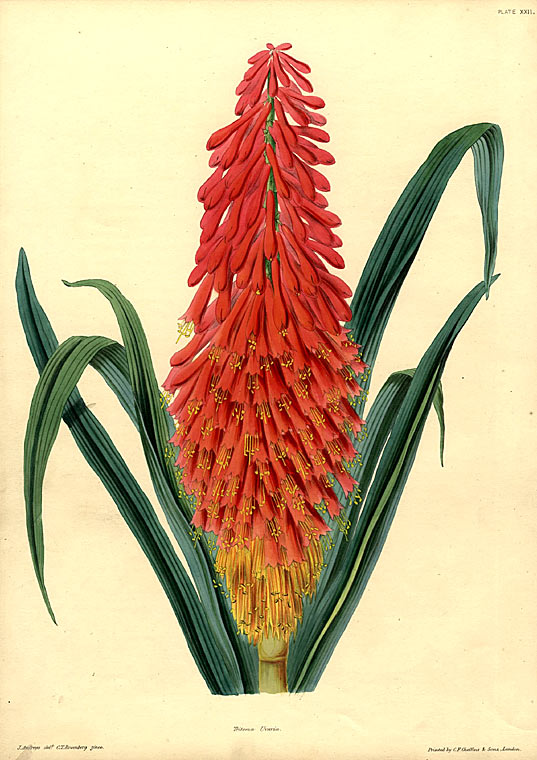
Kniphofia uvaria L.
The Illustrated Bouquet

## Algunas publicaciones
- Flora's Gems  con Louisa Anne Twamley
- Floral Tableaux Folio, 37,45 × 27,31 cm . David Bogue. 1847.  Ed. C. Graf.
- Ornamental Foliated Plants, Londres: [E.G. Henderson & Son, 1857-1859]. Zincografías de C.T. Rosenberg, coloreadas a mano, impresas por C.F. Cheffins & Sons
- The Illustrated Bouquet, Londres 1857-64. Tres vols. folio, 37,45 × 27,31 cm  84 grabados coloreados a mano por James Andrews y C.T. Rosenberg, después de la obra de arte de Miss Sowerby, Mrs Withers, James Edwards. Ed. Edward George Henderson & Andrew Henderson
- Floral Paintings: Of Popular Garden Flowers. Ed. Andreas Papadakis Publishers, 2010. 200 pp. ISBN 1901092690

## Galería

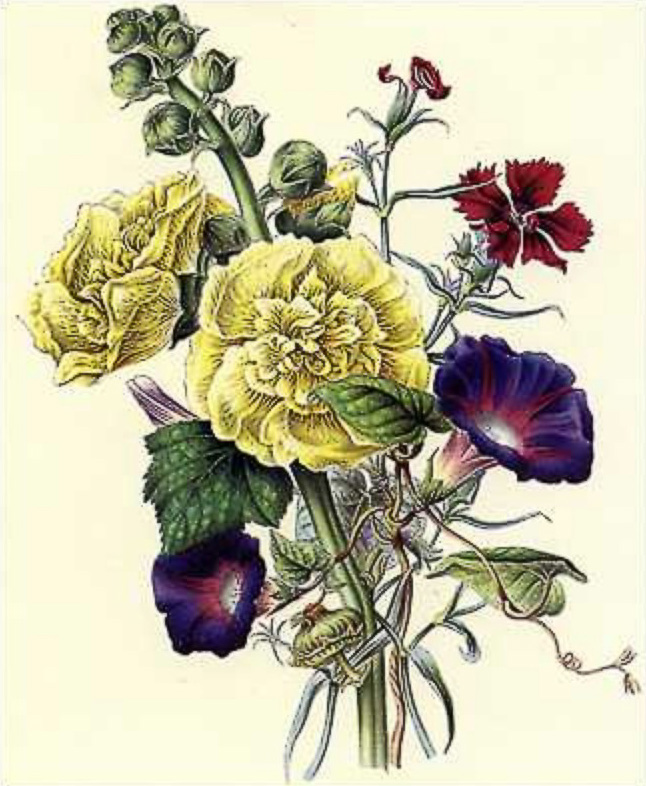
Flora's Gems
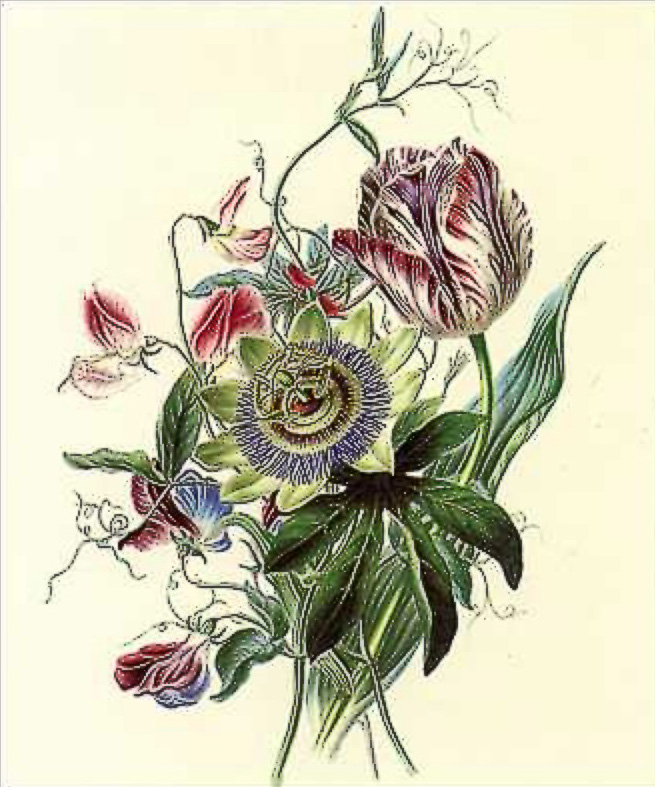
Flora's Gems